# الجلبين (بعدان)

تعديل مصدري - تعديل

الجلبين هي إحدى قرى عزلة العذارب بمديرية بعدان التابعة لمحافظة إب، بلغ تعداد سكانها 103 نسمة حسب تعداد اليمن لعام 2004.